# Paris Store
 (mars 2019).
Si vous disposez d'ouvrages ou d'articles de référence ou si vous connaissez des sites web de qualité traitant du thème abordé ici, merci de compléter l'article en donnant les références utiles à sa vérifiabilité et en les liant à la section « Notes et références ».
Paris Store ou Paristore (chinois simplifié : 巴黎士多集团 ; chinois traditionnel : 巴黎士多集團 ; pinyin : Bālí shìduō jítuán) est une chaîne de supermarchés asiatiques vendant des produits alimentaires chinois, japonais, coréens, thaïlandais, vietnamiens et réunionnais[réf. souhaitée].
En 2012, ses 21 points de vente sont répartis en région parisienne, à Lyon, à Toulouse, à Marseille, à Strasbourg, à Wolfisheim, à Saint-Jean-de-Védas, à Tours et à Roubaix.